# Élections législatives santoméennes de 2018
Les élections législatives santoméennes de 2018 se déroulent le 7 octobre 2018 à Sao Tomé-et-Principe afin de renouveler pour quatre ans les 55 députés de son Assemblée nationale. Les élections ont lieu en même temps que les élections municipales et régionales.
Le scrutin abouti à une alternance. L'Action démocratique indépendante (ADI) du Premier ministre Patrice Trovoada arrive en tête mais perd sa majorité absolue, talonné par le Mouvement pour la libération de Sao Tomé-et-Principe – Parti social-démocrate (MLSTP-PSD). Ce dernier forme un gouvernement de coalition avec le Parti de convergence démocratique et porte Jorge Bom Jesus au poste de Premier ministre.

## Contexte
En 2014, l'Action démocratique indépendante (ADI) avait remporté les élections législatives avec pour leader Patrice Trovoada (devenu Premier ministre), avant de faire élire Evaristo Carvalho lors de l'élection présidentielle de 2016.
Patrice Trovoada a déclaré publiquement être candidat pour un deuxième mandat, affirmant avoir des projets qu'il n'a pas pu mener à bien au cours des quatre dernières années. Il souhaite mettre en place un meilleur accès à l'eau et aux énergies, une réduction du prix du riz au kilo à 3 000 plis (un peu plus de 0,50 euro), un accès gratuit à Internet dans les capitales de district ou encore améliorer l'accès à l'emploi pour les jeunes.
Les principaux partis d'opposition devraient faire campagne en premier lieu sur les questions économiques, en donnant une priorité à la hausse du coût de la vie, qui se reflète par une augmentation du taux de pauvreté qui atteint, en 2018, 63 % de la population contre 54 % il y a cinq ans. À la fin du mois de juin 2018, les différents partis politiques santoméens s'accordent sur la date du 7 octobre pour la tenue des élections,,. La date limite du dépôt des candidatures est le 7 septembre et l'entrée en campagne se fait le 20 du même mois.
Le 4 juillet, les autorités annoncent avoir déjoué une tentative d'assassinat à l'encontre du Premier ministre Patrice Trovoada. Un sergent de l’armée, Ajax Managem, et l’ex-ministre de l’Agriculture, Gaudencio Costa, issu du Mouvement pour la libération de Sao Tomé-et-Principe – Parti social-démocrate, auraient ainsi été arrêtés pour avoir projeté d'éliminer Trovoada à l'aide d'un sniper, selon un enregistrement des services de renseignements santoméens. Le principal parti d’opposition se désolidarise immédiatement tout en demandant « le respect de la présomption d’innocence ». Jugeant les preuves insuffisantes, le juge chargé de l'affaire accorde la remise en liberté de l'ex-ministre avec assignation à résidence.

## Mode de scrutin
L'Assemblée nationale est l'unique chambre du parlement unicaméral de Sao Tomé-et-Principe. Elle est composée de 55 membres élus pour quatre ans au scrutin proportionnel plurinominal à listes bloquées dans sept circonscriptions.
97 274 électeurs santoméens sont attendus dans 247 bureaux de vote.

## Déroulement
L'Union africaine, la Communauté des pays de langue portugaise et l'Union européenne mettent en place une mission d'observation pour surveiller le bon déroulement des élections législatives santoméennes. Un incident est remarqué à Roça Rosema, commune du district de Lembá, où des barricades sont érigées et un meilleur accès à l'eau potable ainsi qu'une amélioration des routes et du système électrique sont exigées. Ce sont 160 électeurs qui boycottent le scrutin.

## Résultats
Les résultats officiels sont annoncés le 19 octobre 2018. François Louceny Fall, le représentant spécial du secrétaire général des Nations unies pour l'Afrique centrale, présent sur place, se dit satisfait de ces résultats et félicite la Cour constitutionnelle santoméenne et la Commission nationale électorale pour la bonne conduite des différentes élections organisées le 7 octobre.
|                          |                                                                                              |        |       |        |               |  |  |  |  |
| Parti                    | Parti                                                                                        | Voix   | %     | Sièges | +/-           |  |  |  |  |
|                          | Action démocratique indépendante (ADI)                                                       | 32 805 | 41,81 | 25     | 8             |  |  |  |  |
|                          | Mouvement pour la libération de Sao Tomé-et-Principe – Parti social-démocrate (MLSTP-PSD)    | 31 634 | 40,32 | 23     | 7             |  |  |  |  |
|                          | Coalition PCD-MDFM-UDD - Parti de convergence démocratique (PCD) - Union MDFM-UDD (MDFM-UDD) | 7 451  | 9,50  | 5      | en stagnation |  |  |  |  |
|                          | Mouvement des citoyens indépendants de Sao Tomé-et-Principe (MCISTP)                         | 1659   | 2,11  | 2      | Nv            |  |  |  |  |
|                          | Parti Force du peuple de Sao Tomé-et-Principe (PFPSTP)                                       | 823    | 1,05  | 0      | Nv            |  |  |  |  |
|                          | Mouvement social-démocrate – Parti vert de Sao Tomé-et-Principe (MSD-PVSTP)                  | 499    | 0,64  | 0      | Nv            |  |  |  |  |
|                          | Parti de tous les Santoméens (PTOS)                                                          | 224    | 0,29  | 0      | Nv            |  |  |  |  |
|                          |                                                                                              |        |       |        |               |  |  |  |  |
| Suffrages exprimés       | Suffrages exprimés                                                                           | 75 220 | 95,87 |        |               |  |  |  |  |
| Votes blancs             | Votes blancs                                                                                 | 885    | 1,13  |        |               |  |  |  |  |
| Votes nuls               | Votes nuls                                                                                   | 2 351  | 3,00  |        |               |  |  |  |  |
| Total                    | Total                                                                                        | 78 456 | 100   | 55     | en stagnation |  |  |  |  |
| Abstentions              | Abstentions                                                                                  | 18 818 | 19,35 |        |               |  |  |  |  |
| Inscrits / participation | Inscrits / participation                                                                     | 97 274 | 80,65 |        |               |  |  |  |  |

## Suites
Le Mouvement de libération de Sao Tomé-et-Principe – Parti social-démocrate forme une coalition avec celle entre le Parti de convergence démocratique et l'Union MDFM-UDD.
La XIe législature de l'Assemblée nationale s'ouvre le 28 novembre, et le même jour son président est élu : il s'agit de Delfim Neves, membre du PCD. Il reçoit 28 voix sur 55, face à son adversaire, Carlos Cassandra Correia, député de l'Action démocratique indépendante, qui lui en obtient 25.
Le 29 novembre, Jorge Bom Jesus, à la tête du MLSTP-PSD, est nommé Premier ministre par le président Evaristo Carvalho. Son gouvernement de coalition entre en fonction le 3 décembre.